# Ductus aberrans
Ductuli aberrantes zijn twee lange smalle, gedraaide gangen, de ductulus aberrans inferior en de ductulus aberrans superior.De gangen bestaan uit bindweefsel bekleed met pseudogelaagd kolomepitheel.
De ductulus aberrant inferior (vas aberrans van Haller) wordt af en toe aangetroffen in verbinding met het onderste deel van de gang van de bijbal of met het begin van de zaadleider. De lengte varieert van 3,5 tot 35 cm. en kan naar het uiteinde toe verwijd raken; vaker behoudt het echter overal dezelfde diameter. De structuur is vergelijkbaar met die van de zaadleider. Soms wordt de gang aangetroffen zonder verbinding met de bijbal.
Een tweede gang, de ductulus aberrans superior, bevindt zich in de kop van de bijbal; deze is verbonden met de rete testis.

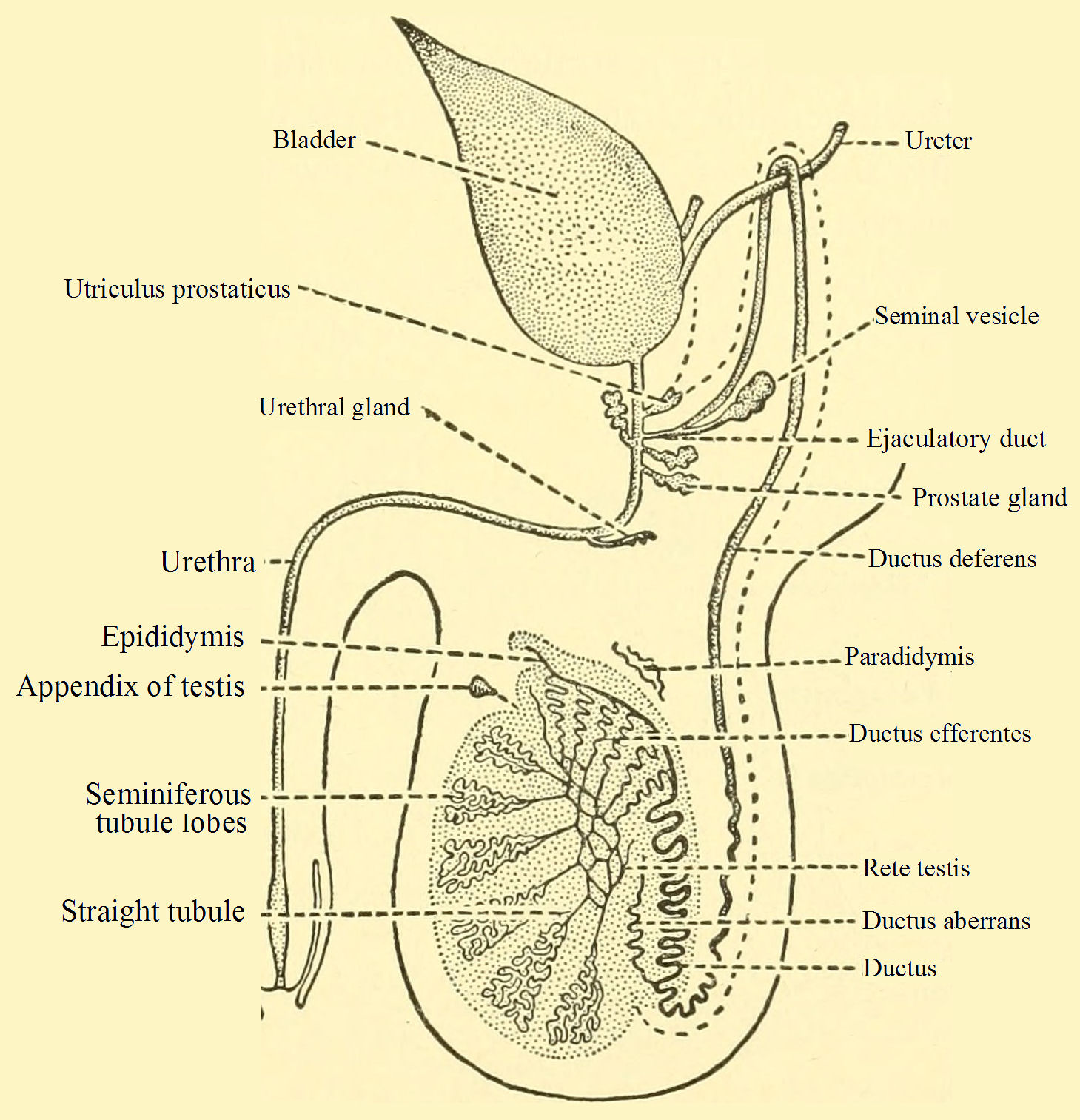
Mannelijk urogenitale stelsel met onder andere de ductus aberrans
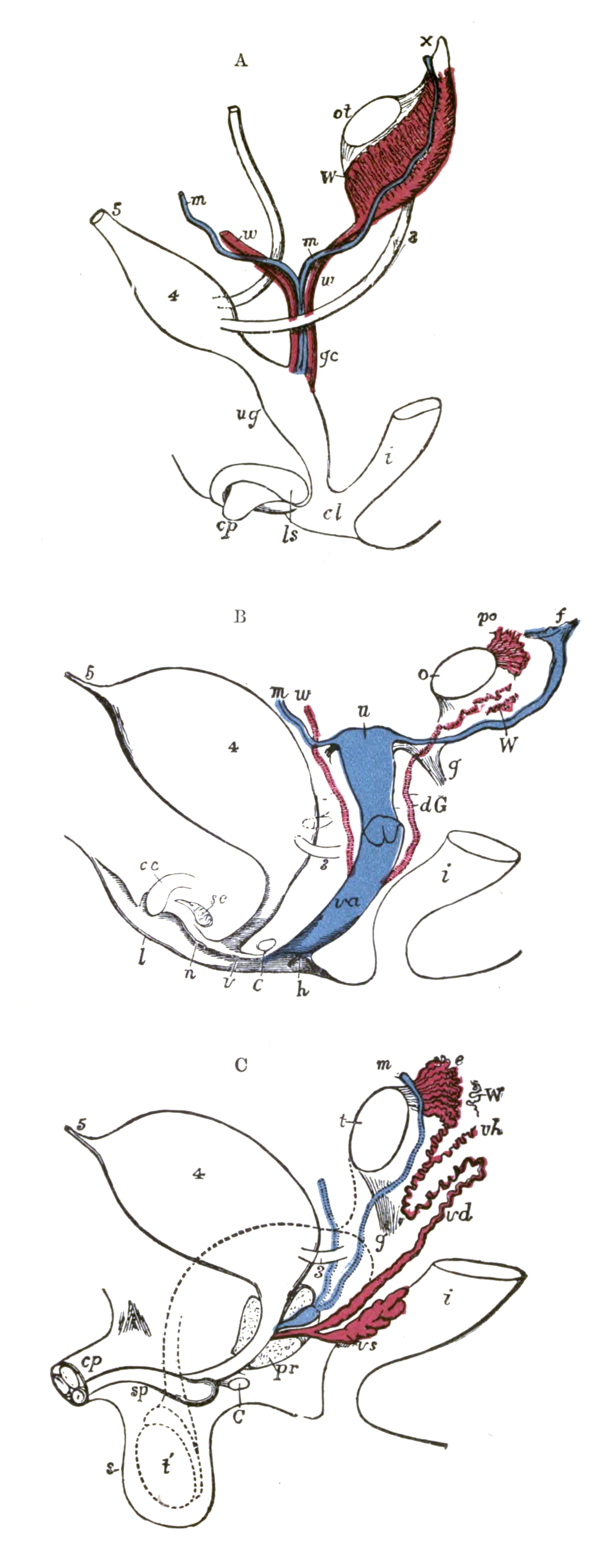
onderste afbeelding. vh: Ductus aberrans